# Halagapura, Malavalli
Halagapura là một làng thuộc tehsil Malavalli, huyện Mandya, bang Karnataka, Ấn Độ.